# Col de la Givrine
Le col de la Givrine est un col routier et ferroviaire du massif du Jura, situé à 1 229 mètres d'altitude, dans la commune de Saint-Cergue (canton de Vaud) en Suisse. 
Il relie La Cure situé sur la frontière franco-suisse, à Saint-Cergue, chef-lieu de la commune. La route de Saint-Cergue à La Cure est appelée « route de France ». La voie ferrée est celle du chemin de fer Nyon-Saint-Cergue, qui se termine actuellement à la gare de La Cure, alors que jusqu'en 1958, il allait jusqu'à Morez en France.
La frontière passe à 2 kilomètres au nord du col, donnant accès à la commune française des Rousses et à l'ancienne route nationale 5 (Paris-frontière suisse > Genève) qui passe à La Cure.